# Hraniční přechod Lísková–Waldmünchen
Hraniční přechod Lísková–Waldmünchen (německy Grenzübergang Waldmünchen–Lísková) je bývalý silniční hraniční přechod, který se nachází na česko-německé státní hranici na hraničním úseku VIII/1 - VIII/2 mezi českou osadou Lísková (část obce Nemanice, okres Domažlice, Plzeňský kraj) a německým městem Waldmünchen (zemský okres Cham, spolková země Bavorsko). Přechod leží v nadmořské výšce 523 m n. m. na silnici II/189. Před zrušením byl určen pro pěší, cyklisty, motocykly, osobní automobily, autobusy a nákladní automobily.
Hraniční přechod byl zrušen při vstupu České republiky do Schengenského prostoru v roce 2007. V případě dočasného znovuzavedení ochrany vnitřních hranic je provoz na hraničním přechodu upraven Sdělením Ministerstva vnitra č. 395/2021 Sb.